# CD Zero
CD Zero foi uma coleção de EPs lançados pela Sony BMG em meados do anos 2000. Consistiam basicamente em "versões reduzidas" de álbuns, contendo normalmente apenas cinco das faixas presentes em tais discos, geralmente os singles daquele álbum.

## Histórico
Os CDs Zero eram vendidos a um preço fixo de R$ 9,99 - o que evidenciava a intenção da gravadora em reagir a crescente onda de pirataria, que abalava a indústria fonográfica. O primeiro CD Zero lançado foi extraído do álbum Sim da cantora e compositora mato-grossense Vanessa da Mata, em 28 de maio de 2007, simultaneamente ao lançamento do álbum.
A Sony também realizou lançamentos de CDs Zero extraídos de discos de Lobão (Acústico MTV), Capital Inicial (Eu Nunca Disse Adeus), Wanessa Camargo (Total), entre outros. No entanto, abandonou o formato posteriormente, devido ao fraco desempenho comercial.